# Fieseler Fi 99
Die Fieseler Fi 99 war ein ziviles deutsches Schul-, Sport- und Reiseflugzeug des Fieseler Flugzeugbau Kassel.

## Entwicklung
Das Flugzeug wurde ab 1936 auf Anweisung Gerhard Fieselers von dessen Chefkonstrukteur Reinhold Mewes ohne Entwicklungsauftrag und in Eigeninitiative entworfen. Da das Reichsluftfahrtministerium (RLM) kein Interesse an dem Typ bekundete und zudem dessen im selben Jahr erteilte Aufträge zur Konstruktion der Fi 157 und Fi 158 Vorrang hatten, zog sich der Bau des Flugzeugs über ein Jahr hin. Im Frühjahr 1937 war das einzige Exemplar mit der Werknummer 1601 vollendet und absolvierte am 22. April seinen Erstflug. Anschließend wurde der Entwurf vom Leiter der Konstruktionsabteilung Hermann Winter überarbeitet, was eine deutliche Gewichtszunahme zur Folge hatte und die Zulassung weiter verzögerte. Der Abnahmeflug mit dem Fieseler-Werkspiloten Heinrich Schäfer und dem Mitarbeiter der BAL (Bauaufsicht Luft) Roland Eisenlohr fand schließlich am 1. September 1938 statt und dauerte 33 min. Im Abschluss wurde die Fi 99 mit dem Kennzeichen D–EPWD registriert.
1940 diente die Fi 99 für Versuche zur Vergrößerung der Zuladung. Im Auftrag des RLM hatten die Fieseler-Werke ab 1939 unter der Projektbezeichnung P 21 einen Anhänger konstruiert, den der Leiter der Mustererprobung Willy A. Fiedler 1940 im Deichselschlepp mit der Fi 99 testete. Die Versuche verliefen unbefriedigend. Am 5. August 1940 flog der seit 1939 für Fieseler zuständige BAL-Abnahmebeauftragte Anton Riediger mit der D–EPWD zur Erprobungsstelle See in Travemünde, um dort Landeversuche mit für den Flugzeugträger Graf Zeppelin geplanten Flugzeugmustern durchzuführen. Das Flugzeug wurde später an die Heeresversuchsanstalt Peenemünde überstellt und diente ab 1943 während der dort durchgeführten Erprobung der Fi 103 als Geschäftsreiseflugzeug für führende Fieseler-Mitarbeiter wie Willy A. Fiedler und Robert Lusser zwischen Kassel und Peenemünde. Dort wurde sie in der Nacht vom 17. auf den 18. August 1943 durch einen großangelegten alliierten Bombenangriff zerstört.

## Aufbau
Entwickelt wurde das Flugzeug als freitragender Tiefdecker in Gemischtbauweise mit Normalfahrwerk. Der Flugschüler und der Lehrer oder der Pilot und der Fluggast saßen hintereinander in einer geschlossenen Kabine. Als Antrieb diente ein Hirth HM 506 A mit 160 PS.

## Technische Daten
| Kenngröße             | Daten                                                                    |
| --------------------- | ------------------------------------------------------------------------ |
| Besatzung             | 2 (Flugschüler und -lehrer)                                              |
| Länge                 | 7,90 m                                                                   |
| Spannweite            | 10,70 m                                                                  |
| Höhe                  | 2,15 m                                                                   |
| Flügelfläche          | 16,8 m²                                                                  |
| Flügelstreckung       | 6,74                                                                     |
| V-Form                | 6°                                                                       |
| Leermasse             | 555 kg                                                                   |
| Rüstmasse             | 575 kg                                                                   |
| Zuladung              | 300 kg                                                                   |
| max. Startmasse       | 875 kg                                                                   |
| Flächenbelastung      | 51,45 kg/m²                                                              |
| Leistungsbelastung    | 5,47 kg/PS                                                               |
| Flächenleistung       | 9,40 PS/m²                                                               |
| Höchstgeschwindigkeit | 236 km/h                                                                 |
| Reisegeschwindigkeit  | 223 km/h                                                                 |
| Landegeschwindigkeit  | 72 km/h                                                                  |
| Steiggeschwindigkeit  | 5,30 m/s in Bodennähe                                                    |
| Steigzeit             | 3,4 min auf 1000 m Höhe 7,5 min auf 2000 m Höhe 12,5 min auf 3000 m Höhe |
| Dienstgipfelhöhe      | 6250 m                                                                   |
| Reichweite            | 830 km                                                                   |
| Flugdauer             | 3,78 h                                                                   |
| Triebwerk             | ein Hirth HM 506 A; 160 PS (ca. 120 kW)                                  |